# Musée des volcans
 (avril 2022).
Causes possibles :
- Rédaction non-neutre car ne respectant pas la synthèse équilibrée attendue.
- Plan structurant la page comme une brochure promotionnelle ou une plaquette institutionnelle.
- Nombreuses informations sans réelle pertinence encyclopédique et pourtant montées en épingle. Ceci peut notamment se faire en recourant à des sources primaires ou non centrées, ou encore à un « cherry picking » des sources ; dans certains cas, cette utilisation des sources peut même donner lieu à une « synthèse inédite ».

Rappel : la pertinence des informations est à démontrer par des sources secondaires indépendantes et de qualité traitant le sujet.
Le Musée des Volcans est la section de sciences naturelles du Musée de la Garrotxa. Il se trouve dans la tour Castanys, dans le Parc Nouveau à Olot. Il présente le milieu physique de la Garrotxa en mettant l'accent, d'une part, sur les phénomènes sismiques et volcanologiques et, par l'autre, dans les principaux écosystèmes de la région.

## Parcours par le musée

### Tremblements de terre et volcans
L'objectif de la première partie du parcours est de comprendre la nature géologique de la terre, les causes des tremblements de terre et des volcans, ainsi que les principales caractéristiques du volcanisme dans notre région.
Le parcours débute par une introduction à l'origine et au fonctionnement des tremblements de terre et des volcans, puis aborde l'activité sismique et le volcanisme de la Garrotxa à travers l'étude des principaux volcans de la région. Un film de huit minutes sur l'activité sismique et volcanique de la zone vient compléter l'exposition. Le visiteur y vivra la simulation d'un tremblement de terre.

### Écosystèmes
La seconde partie explique les caractéristiques des principaux écosystèmes de la Garrotxa à travers une série de dioramas. On y découvre les forêts de bord de rivière, les hêtraies, les chênaies, les forêts de chênes verts, les prés et le milieu urbain. On nous présente également la multitude d'espèces animales et végétales qui y habitent.

### Jardin botanique et végétation caractéristique d'Olot - Parc Nou
À l'intérieur du Parc Nou, le jardin botanique et sa végétation naturelle  est une extension du musée. Il contient une chênaie de chêne pédonculé (Quercus robur), ainsi qu'une multitude d'espèces végétales typiques des chênaies humides. Certains de ces chênes sont particulièrement grands, vieux de plus de 250 ans et hauts de 25 mètres, accompagnés de buis et de houx à port d'arbre.
Les arbres et les principales autres espèces végétales identifiés par des plaques où figurent leur nom commun, leur nom scientifique et leur famille botanique.